# جوست بيتر كاتون
جوست بيتر كاتون (بالإنجليزية: Joost-Pieter Katoen)‏ (ولد في 6 أكتوبر 1964) وهو عالم الكمبيوتر النظري الهولندي في ألمانيا. وهو أستاذ متميز في علوم الكمبيوتر ورئيس مجموعة نمذجة البرمجيات والتحقق في الجامعة التقنية الراينية الفستفالية. كما يعمل بمجموعة الأساليب والأدوات الرسمية بجامعة تفينتي.

## تعليمه
حصل جوست بيتر على درجة الماجستير في تخصص علوم الكمبيوتر من جامعة تفينتي في عام 1987. في عام 1990 ، حصل على الدكتوراه المهنية في الهندسة من جامعة آيندهوفن للتكنولوجيا، وفي عام 1996 ، حصل على درجة الدكتوراه في علوم الكمبيوتر من جامعة تفينتي.

## أبحاثه
تتمثل اهتمامات جوست بيتر البحثية الرئيسية في الأساليب الرسمية، والتحقق بمساعدة الكمبيوتر، وعلى وجه الخصوص فحص النماذج، وتزامن (حوسبة)، وعلم الدلالة الشكلي، ولا سيما دلالات لغات البرمجة الاحتمالية.
قام بكتابة ونشر كتاب مبادئ التحقق من النماذج.بالتعاون مع كريستل باير.

## عمله
من 1997 إلى 1999 ، كان جوست بيتر باحث في جامعة إرلنغن نورنبيرغ بعد حصوله على الدكتوراه. وفي عام 1999 ، أصبح أستاذاً مشاركاً في جامعة توينتي، ولا يزال يشغل منصبًا جزئيًا هناك. في عام 2004 ، تم تعيينه أستاذاً كاملاً في جامعة التقنية الراينية الفستفالية.
في عام 2013 ، أصبح جوست زميل ثيودور فون كارمان وأستاذًا متميزًا في جامعة التقنية الراينية الفستفالية.. أيضا في عام 2013 ، تم انتخابه عضوا في أكاديميا يوروبا. في عام 2017 ، حصل على الدكتوراه الفخرية من جامعة آلبورغ. في عام 2018 ، مُنح بيتر جائزة ERC Advanced Grant ذات الأجور العالية.
كان جوست بيتر عضو مؤسس لمجموعة عمل IFIP (WG) 1.8 - الجمعية الدولية لمعالجة المعلومات - في نظرية التزامن وعضو في WG 2.2 الوصف الرسمي لمفاهيم البرمجة. من عام 2006 إلى عام 2010 ، كان يعمل في كلية الاستعراض في مجلس بحوث الهندسة والعلوم الفيزيائية البريطانية (EPSRC). منذ عام 2015 ، وهو يرأس اللجنة التوجيهية للمؤتمرات الأوروبية المشتركة حول نظرية وممارسة البرمجيات (ETAPS).
حصل على جائزة FAMOS من جامعة التقنية الراينية الفستفالية في عام 2017. لالتزامه بالتوازن بين العمل وحياته، وخاصة التزامه مع طلابه الشباب.

## حياته الشخصية
ولد جوست-بيتر كاتون في كريمبن آن دن آيسل في عام 1964. وهو متزوج وله ثلاثة أبناء. يعيش في ماستريخت. في وقته الخاص، يتمتع بالدراجات والاستماع إلى الموسيقى.